# 國家團結 (亞美尼亞)
國家團結 (亞美尼亞語: Ազգային միաբանություն, Azgayin Miabanutyun)是亞美尼亞的一個保守主義政黨。國家團結目前由阿塔西斯·格加米揚領導。該黨有46700黨員。

## 歷史
在2003年5月25日舉行的亞美尼亞國民議會選舉中，國家團結獲得了8.8%的選票和亞美尼亞國民議會131個席位中的9席。 
2003年亞美尼亞總統選舉中，阿塔西斯·格加米揚在第一輪獲得17.54%的選票，但在第二輪投票前被淘汰出局。
在2007年亞美尼亞議會選舉中，國家團結獲得3.69%的選票，沒有贏得任何席位。自2007年以來，該黨沒有參加過任何議會選舉。 
在2008年2月的亞美尼亞總統選舉中，阿塔西斯·格加米揚作為國家團結的候選人再次參選，根據最終結果，以0.46%的得票率名列第七。

## 意識形態
國家團結主張加強亞美尼亞經濟，保護少數民族權利，同時與其他獨立國家國協成員國，特別是俄羅斯保持密切關係。